# Чикалов, Александр Фёдорович
Александр Фёдорович Чикалов (25 декабря 1902, Горячево, Владимирская губерния — неизвестно, СССР) — советский пограничник, начальник 3-го отделения общевойсковой контрразведки 3-го (Разведывательного) отдела штаба Вооружённых сил Комитета освобождения народов России и возможно советский шпион. Участник Гражданской, Советско-финляндской и Великой Отечественной войн, батальонный комиссар (СССР), майор (РОА).

## Биография
Александр Чикалов родился 25 декабря 1902 года в вагоне пассажирского поезда Вильно — Москва (данные автобиографии) или уроженец деревни Горячево Алексинской волости Ковровского уезда Владимирской губернии, ныне деревня — административный центр Горячевского сельского поселения Савинского района Ивановской области (данные списка разыскиваемых изменников Родины 1946 года). Отец служил в Вильно помощником управляющего торговым заведением. У Александра две сестры и младший брат. Жили в городе Коврове.
В 9 лет окончил начальную школу и дядя Иван (работал токарем в железнодорожной вагоно-ремонтной мастерской, был активным социалистом-революционером) настоял, чтобы Александр Чикалов поступил в реальное училище.
В 1915 году семья переселилась в Сибирь, тогда как сам А. Чикалов остался в родном городе у дяди и работал в мастерских литейного двора, разбирая железный лом.
Летом 1917 года из-за сложного финансового положения семьи дяди вынужден был уехать к родителям в Сибирь. Путешествие продолжалось около 2 месяцев. После приезда поссорился с отцом и уехал в город Курган, где поступил в 7 класс гимназии. Жил я у сторожа гимназии и вместо платы за квартиру помогал ему подметать полы и носить дрова. Получал немного денег от матери и занимался вечерами перепиской бумаг в городском совете.
Осенью 1919 года, после освобождения Кургана от белых, член РКСМ Чикалов вступил добровольцем в Рабоче-крестьянскую Красную Армию, в кавалерийский полк имени петроградского пролетариата. Службу нес как вестовой и вместе с тем как секретарь комиссара полка Дубова. С полком прошёл от Кургана и до Байкала.
В январе 1920 года вместе с Дубовым я был направлен на борьбу с тифом в Новониколаевск (ныне Новосибирск). Чрезвычайная комиссия имела задачу очистить город от десятков тысяч трупов, которыми были забиты все склады, лавки, школы и вокзал. К весне эта задача была выполнена.
С весны 1920 года Чикалов с вооруженным отрядом ездил по деревням и реквизировал хлеб у богатых крестьян, укрепляли местную власть и создавали партийные и комсомольские организации. Весной 1921 года вспыхнуло Западно-Сибирское восстание и его группа участвовала в борьбе с повстанцами.
В мае 1921 года был уволен из армии, работал секретарем райкома комсомола.
В январе 1922 года вместе с братом переехали в родной город Ковров. В марте 1922 года направлен на работу в Московский уголовный розыск, в порядке укрепления этого учреждения. Весной 1923 года вступил в РКП(б).
Летом 1923 года был мобилизован по партийной разверстке и направлен на укрепление Рабоче-крестьянской Красной Армии. После 6-месячной подготовки был направлен в погранохрану ОГПУ. В погранохране прослужил в общей сложности 18 лет. За период службы в погранвойсках окончил школу переподготовки, высшую школу войск НКВД и экстерном сдал государственные экзамены за курс высшей Академии им. Фрунзе. Был членом местных районных и окружных комитетов партии. Работал в Главном Управлении погранохраны в Москве.
В 1930 году, посещая деревню своего участка погранполосы, наблюдал беззакония коллективизации, и написал обстоятельное письмо в Центральный Комитет ВКП(б). Примерно через две недели был вызван в партийную контрольную комиссию и обвинен в правом бухаринском оппортунизме, однако наказание ограничилось лишь выговором. Вскоре было опубликовано письмо Сталина «к товарищам колхозникам», в котором говорилось об ошибках коллективизации и в мягкой форме утверждалось именно то, о чём писал Чикалов в письме в ЦК ВКП(б). Чикалов был реабилитирован полностью.
В 1932 году пробыл 3 месяца в китайской провинции Синьцзян, организуя советское влияние на этой огромной территории. Осенью 1932 года провел 4 месяца на Северном Кавказе и Кубани, участвуя в борьбе против так называемого кулацкого саботажа (борьба с шеболдаевской, пробухаринской, антисталинской политикой в этой области).
В 1935 году почти полгода работал партийным следователем, при проведении повторной чистки партии ( проверка и обмен партийных документов).
В 1936 году 3 месяца пробыл в Монгольской Народной Республике, обучая местную погранохрану борьбе с японской разведкой.
В 1937 году в порядке наблюдения за деятельностью органов в погранполосе посетил ряд мест заключения. У Чикалова создавалось полное впечатление, что действует какая-то вражеская рука и он снова написал письмо в Центральный Комитет ВКП(б), под которым подписалось еще 6 офицеров. Через месяц был вызван к Ежову, арестован и просидел на Лубянке почти 6 месяцев. В марте 1938 года освобождён. Почти год пробыл в резерве.
В 1939 году был окончательно восстановлен в правах и направлен на Кавказ преподавателем военной школы НКВД.
Добровольно пошел на фронт советско-финляндской войны, провел два месяца на фронте.
В июне 1941 года окончил Военную академию имени М. В. Фрунзе.
После начала Великой Отечественной войны направлен на Кавказ в район Батуми формировать вместе с генералом Новиковым дивизию НКВД особого назначения, которая должна действовать против Турции в случае вступления Турции в войну на стороне Германии. Однако через пару недель выяснилось, что Турция воевать не будет, и формирование было отменено. Направлен в Иран, но через два дня отозван. В начале июля направлен на формирование армии (10 дивизий) из резервов НКВД, которая должна была сдержать немцев на подступах к Москве, командование армией было поручено генералу Ивану Ивановичу Масленникову. После окончания формирования был направлен в распоряжение штаба командующего войсками Московского военного округа генерала Павла Артемьевича Артемьева.
В январе 1942 года по собственному желанию передан из НКВД в распоряжение штаба Южного фронта и назначен военным комиссаром штаба 19-й истребительной бригады (противотанковая артиллерия) в звании батальонного комиссара. 19 истребительная бригада сформирована в мае 1942 года, входила в Действующую армию со 2 июля по 10 августа 1942 года.
В июне 1942 года передан в распоряжение Главного Разведывательного Управления Красной Армии. В момент большого окружения восточнее Харькова в июле 1942 года получил приказ остаться в тылу у немцев с задачей вести разведку, создавать подпольные боевые и разведывательные организации, организовывать партизанскую борьбу. Эта борьба в тылу немецкой армии продолжалась до ноября 1943 года.
В ноябре 1943 года был взят немцами в плен вместе с командиром этой группы майором И. В. Кирпа (Кравченко). Числился пропавшим без вести и приказом № 03762 от 2 января 1946 года исключён из списков Красной Армии.
После месяца пыток был приговорен командованием 8-й немецкой армии к расстрелу. Но в дело вмещался штаб восточного фронта и приказал доставить его в Германию. В декабре 1943 года был доставлен самолетом в особый лагерь при генеральном штабе, в районе города Кёнигсберга. Представители II отдела Генштаба пытались завербовать Чикалова на немецкую службу, но он категорически отказался. После беседы с А.А. Власовым и он присоединился к этому движению и назначен заместителем начальника отдела безопасности Комитета освобождения народов России.
На 22–23 апреля 1945 года майор А.Ф. Чикалов — начальник 3-го отделения общевойсковой контрразведки 3-го (Разведывательного) отдела штаба Вооружённых сил Комитета освобождения народов России.
В списке разыскиваемых «изменников Родины и военных преступников из числа советских граждан, скрывающихся в американской и английской зонах оккупации Германии» от 21 ноября 1946 года упомянут Чекалов Александр Федорович, 1902 года рождения, уроженец дер. Горячево Ковровского района Ивановской области, бывший батальонный комиссар погранвойск НКВД. Скрывается под фамилией Алексеев Сергей Сергеевич.
В 1948—1949 годах Чикалов проживал в Германии под другим именем — Игорь Алмазов. Он установил связь с американской разведкой в западной зоне оккупации Германии и  с эмигрантским историком и политическим деятелем Борисом Ивановичем Николаевским. Затем у Чикалова возник конфликт с конкурирующей группой, также работавшей на американцев. Эту группу возглавлял другой власовский офицер Владимир Васильевич Поздняков.
В конце 1947 года был арестован. За него активно вступился Б.И. Николаевский, сообщавший в письме американским оперативникам, что Чикалов - «наиболее ценный источник информации» об НКВД и потому должен быть спасен. Американцы подозревали, что Чикалов советский агент, но твердых улик его работы на советскую сторону, очевидно, не нашли. Ганноверский суд приговорил Чикалова к 17 годам лишения свободы. Однако через пять месяцев, между 5 и 25 октября 1948 года он был освобождён.
Чикалов вместе со своей немецкой подругой Гертрудой Пишек немедленно уехали из Мюнхена и поселились на ферме под Оффенбахом, нанялся в батраки и возобновил переписку с Николаевским, которому чувствовал себя обязанным.
1 октября 1949 года из Американской зоны Мюнхена был доставлен в репатриационный лагерь 226.
Его дело было рассмотрено Военной Коллегией Верховного Суда СССР в период с 24 по 30 августа 1950 года. В справке указано: «ЧИКАЛОВ А. Ф. бывший комиссар 19 противотанковой бригады. (18 лет служил на командных должностях в погранвойсках НКВД). В ноябре 1941 года попал в плен. В сентябре 43 г. бежал к партизанам. В ноябре 43 г. вновь попал в плен. Выдал немцам данные о партизанском отряде, на очной ставке изобличал арестованных партизан. Начальник контрразведки «РОА». Подготовка разведчиков. Создание школ. В 1945 году установил связь с американской разведкой в западной зоне оккупации Германии. По заданию американской разведки разработал план организации шпионской работы против СССР, подбирал агентов».
Приказом Главного управления кадров Советской Армии от 10 января 1952 № 035 отменена статья приказа № 03762 в отношении Чикалова Александра Фёдоровича, исключённого как пропавшего без вести в 1942 году, который жив по донесению начальника отдела учёта Управления Кадров Главного Политического Управления СА  № 210998 от 10.12.51 г., в августе 1950 осужден Военным Трибуналом.
Дальнейшая судьба неизвестна.

## Семья
У Александра Чикалова две сестры (до 1915 года работали на текстильной фабрике) и младший брат. В декабре 1919 года умерли мать и старшая сестра от тифа. В 1921 году умер отец и вторая сестра.

## Чикалов Павел Иванович
Павел Иванович Чикалов родился 12 января 1902 года в городе Бахмут (в 1924—2016 гг. — Артёмовск).
По данным наградных документов, 20 октября 1941 года добровольно вступил в партизанский отряд Артёмовского района Сталинской области Украинской ССР. Участвовал в боевых операциях 14—15 ноября и 16 ноября 1941 года в районе Бондарное, Ворошиловка, Краснополка и Николаевка Ямского района, 18 ноября 1941 года Мессорош, 2 декабря 1941 Богдановка и 2 марта 1942 года МТФ, Веселый, Федоровка. Как командир партизанского отряда «Ч» Артемовского района Сталинской области Чикалов Павел Иванович награждён 31 мая 1942 года орденом Красного Знамени.